# Friends (10.ª temporada)
A décima e última temporada de Friends, uma série de comédia de situação americana criada por David Crane e Marta Kauffman, estreou na National Broadcasting Company (NBC) em 25 de setembro de 2003 com o episódio "The One After Joey and Rachel Kiss". A série foi produzida pela Bright, Kauffman, Crane Productions em associação com a Warner Bros. Television. A temporada teve 18 episódios e foi concluída com "The Last One" em 6 de maio de 2004.

## Elenco
| - Jennifer Aniston como Rachel Green - Courteney Cox como Monica Geller - Lisa Kudrow como Phoebe Buffay - Matt LeBlanc como Joey Tribbiani - Matthew Perry como Chandler Bing - David Schwimmer como Ross Geller | - Paul Rudd como Mike Hannigan - Aisha Tyler como Charlie Wheeler - Anna Faris como Erika - James Michael Tyler como Gunther | - Maggie Wheeler como Janice Litman Goralnik - Elliott Gould como Jack Geller - Christina Pickles como Judy Geller - Giovanni Ribisi como Frank Buffay, Jr. - Christina Applegate como Amy Green - Greg Kinnear como Benjamin Hobart - Ron Leibman como Leonard Green - Ellen Pompeo como Missy Goldberg - Donny Osmond como ele mesmo - Danny DeVito como O stripper - Dakota Fanning como Mackenzie - Jane Lynch como Ellen - Jennifer Coolidge como Amanda Buffamonteezi |

## Episódios
| N.º na série | N.º na temp. | Título original (Título em português)                                                | Dirigido por       | Escrito por                                                            | Exibição original       | Cód. de produção | Audiência nos EUA (milhões) |
| --- | ------------ | ------------------------------------------------------------------------------------ | ------------------ | ---------------------------------------------------------------------- | ----------------------- | ---------------- | --------------------------- |
| 219 | 1            | "The One After Joey and Rachel Kiss" "Aquele depois do Beijo do Joey e da Rachel"    | Kevin S. Bright    | Andrew Reich e Ted Cohen                                               | 25 de setembro de 2003  | 176251           | 24,54                       |
| Ainda em Barbados, após a palestra discurso de Ross, os amigos lidam com uma variedade de dilemas. Ross beijou sua colega, Charlie Wheeler, apesar de ela ainda estar oficialmente namorando Joey. Joey e Rachel também acabaram se beijando, mas agonizam pensando em como contar isso para Ross. O ex-namorado de Phoebe, Mike, seguiu Phoebe até a ilha para lhe propor casamento, apesar de ele ter um relacionamento com outra pessoa. E Monica está com um cabelo enorme, devido à umidade local. O problema de Chandler é que ele mal consegue se conter para não tirar sarro de sua esposa. |              |                                                                                      |                    |                                                                        |                         |                  |                             |
| 220 | 2            | "The One Where Ross is Fine" "Aquele em que o Ross Está Legal"                       | Ben Weiss          | Sherry Bilsing-Graham e Ellen Plummer                                  | 2 de outubro de 2003    | 176252           | 22,38                       |
| Rachel, Joey e Charlie comparecem a uma desconfortável festa no apartamento de Ross, temendo que ele esteja perturbado com o que viu, quando encontram um Ross incomum, muito tolerante ao vinho, às canções e à diversão. Enquanto isso, Chandler comete um ato imperdoável quando ele e Monica visitam um casal que adotou um belo menino. E a ex-barriga de aluguel, Phoebe, é visitada por seu irmão, Frank Jr. , que está desesperado porque não consegue mais lidar com seus preciosos trigêmeos. |              |                                                                                      |                    |                                                                        |                         |                  |                             |
| 221 | 3            | "The One with Ross's Tan" "Aquele com o Bronzeado do Ross"                           | Gary Halvorson     | Brian Buckner                                                          | 9 de outubro de 2003    | 176253           | 21,87                       |
| Um agradável Joey está seguro como sempre enquanto se prepara para transar com Rachel pela primeira vez. Mas, rapidamente, ele se torna incrivelmente desastrado e Rachel também se sente intranquila. Eles imaginam como Chandler e Monica fizeram esta transição, de amigos para amantes, tão facilmente. Enquanto isso, a chata amiga de Monica e Phoebe, Amanda, as visita, abrindo uma fenda na amizade das duas. E Ross vai para um salão de bronzeamento artificial, mas falha ao seguir simples instruções adequadamente. |              |                                                                                      |                    |                                                                        |                         |                  |                             |
| 222 | 4            | "The One with the Cake" "Aquele com o Bolo"                                          | Gary Halvorson     | Robert Carlock                                                         | 23 de outubro de 2003   | 176254           | 18,77                       |
| No primeiro aniversário de Emma, Rachel convence Monica e Chandler a atrasar a tão esperada viagem deles para Vermont, para comparecerem à festa. Mas complicações surgem quando a aniversariante dorme – e um bolo de aniversário um tanto erótico chega. Enquanto isso, quando Ross se compromete a ajudar Rachel a resolver a situação, Joey fica encarregado de manter todos os convidados presos no apartamento até que eles retornem com o bolo correto. |              |                                                                                      |                    |                                                                        |                         |                  |                             |
| 223 | 5            | "The One Where Rachel's Sister Babysits" "Aquele que a Irmã da Rachel Fica de Babá"  | Roger Christiansen | Dana Klein Borkow                                                      | 30 de outubro de 2003   | 176255           | 19,37                       |
| Rachel sente que sua irritante e egoísta irmã mais jovem, Amy , finalmente está prestes a imprimir uma grande mudança em sua forma de agir. Com o intuito de ajudar Amy a tornar-se mais responsável, Rachel passa por cima dos veementes protestos de Ross e permite que a irmã tome conta de Emma. Em breve ela se arrependerá da decisão. Enquanto isso, Phoebe desavisadamente frustra o “aniversário” surpresa de Mike. Ainda, Monica e Chandler ficam preocupados quando Joey gasta seu vocabulário a favor deles em uma carta de recomendação para a agência de adoção. |              |                                                                                      |                    |                                                                        |                         |                  |                             |
| 224 | 6            | "The One with Ross's Grant" "Aquele com a Bolsa de Estudos do Ross"                  | Ben Weiss          | Sebastian Jones                                                        | 6 de novembro de 2003   | 176256           | 20,38                       |
| Ross chega até o doutor Benjamin Hobart, um conceituado paleontólogo e pesquisador, para obter a verba necessária para sua pesquisa. Infelizmente, Hobart também é um ex-namorado de Charlie, ainda obcecado por ela. Hobart oferece a verba para Ross desde que ele termine seu relacionamento com Charlie. Enquanto isso, Phoebe tenta presentear as extremamente relutantes Monica e Rachel com uma pintura hedionda que ela mesma fez. Ainda, Joey fica ofendido quando pega Chandler mentindo sobre ter assistido a uma bizarra fita de vídeo com seus testes. |              |                                                                                      |                    |                                                                        |                         |                  |                             |
| 225 | 7            | "The One with the Home Study" "Aquele com o Balanço"                                 | Kevin S. Bright    | Mark Kunerth                                                           | 13 de novembro de 2003  | 176257           | 20,21                       |
| Monica e Chandler estão nervosos ao se prepararem para visitar Laura, a pessoa que decidirá se eles seriam bons pais adotivos. Infelizmente, Laura põe o casal em pânico quando confessa que uma vez teve um caso com um sujeito chamado Joey, que curiosamente vive naquele mesmo prédio e nunca retornou suas ligações. Enquanto isso, Phoebe e Mike optam por ter uma cerimônia de casamento simples e doar o dinheiro que pouparão para a caridade – somente para exigir tudo de volta mais tarde. E Ross tenta ajudar Rachel a superar seu medo de balanço, para que Emma possa curtir um pouco mais o parquinho. |              |                                                                                      |                    |                                                                        |                         |                  |                             |
| 226 | 8            | "The One with the Late Thanksgiving" "Aquele com o Ação de Graças Atrasado"          | Gary Halvorson     | Shana Goldberg-Meehan                                                  | 20 de novembro de 2003  | 176259           | 20,66                       |
| Monica prepara um fabuloso banquete de Ação de Graças para os amigos, mas ela fica furiosa quando todos chegam atrasados ao encontro. Inicialmente, Ross e Joey tentaram ir a um jogo de hóquei e Phoebe e Rachel secretamente levaram Emma para um concurso de beleza de bebês. Problemas maiores ainda surgem quando Monica se recusa a deixar que seus famintos convidados entrem no apartamento. |              |                                                                                      |                    |                                                                        |                         |                  |                             |
| 227 | 9            | "The One with the Birth Mother" "Aquele com a Mãe Biológica"                         | David Schwimmer    | Scott Silveri                                                          | 8 de janeiro de 2004    | 176258           | 25,49                       |
| Monica e Chandler, nervosos e empolgados, viajam para Ohio para encontrar uma jovem grávida, Erica Simmons, que considera permitir que eles adotem seu bebê após o nascimento. Monica e Chandler gostam de Erica e ela gosta deles. O único problema é que, devido uma confusão feita pela agência de adoção, Erica pensa que Monica é uma religiosa e Chandler, um médico – e, com medo de estragar a oportunidade, os dois hesitam em corrigi-la. Enquanto isso, Joey sai com uma amiga de Phoebe, mas a deixa bastante irritada com seus hábitos alimentares territoriais. E, depois de sucumbir aos encantos de uma sexy e persuasiva vendedora, Ross acaba renovando seu guarda-roupas com peças bem singulares.                                                                        |              |                                                                                      |                    |                                                                        |                         |                  |                             |
| 228 | 10           | "The One Where Chandler Gets Caught" "Aquele em que o Chandler é Pego"               | Gary Halvorson     | Doty Abrams                                                            | 15 de janeiro de 2004   | 176268           | 26,68                       |
| Quando Phoebe e Rachel veem Chandler entrando em um carro com uma bela mulher durante o horário de almoço, eles o seguem até o subúrbio e o veem entrando em uma casa grande juntamente com ela. Temendo que Chandler esteja traindo Monica, elas decidem lhe contar o que viram – e descobrem que aquela mulher, na verdade, é uma corretora imobiliária. O casal secretamente está procurando casas à venda e quebrando a cabeça para descobrir contar aos seus melhores amigos que eles estão deixando a cidade. Na montagem, clipes de episódios prévios destacam muitas das boas experiências que os amigos compartilharam no apartamento de Monica e Chandler. |              |                                                                                      |                    |                                                                        |                         |                  |                             |
| 229 | 11           | "The One Where the Stripper Cries" "Aquele em que o Stripper Chora"                  | Kevin S. Bright    | David Crane e Marta Kauffman                                           | 5 de fevereiro de 2004  | 176260           | 24,91                       |
| Joey participa de um programa que testa os conhecimentos das celebridades – chamado "A Pirâmide de US$ 100.000” –, apresentado por seu verdadeiro anfitrião, Donny Osmond , mas seu duvidoso QI custa o prêmio em dinheiro ao seu parceiro. Enquanto isso, Monica e Rachel contratam um desajeitado stripper, Roy, sem tê-lo visto antes, para a despedida de solteira de Phoebe. Ainda, Chandler e Ross comparecem a uma reunião da turma da faculdade e encontram uma mulher atraente, que ambos prometeram não namorar enquanto estudavam. |              |                                                                                      |                    |                                                                        |                         |                  |                             |
| 230 | 12           | "The One with Phoebe's Wedding" "Aquele com o Casamento de Phoebe"                   | Kevin S. Bright    | Robert Carlock e Dana Klein Borkow                                     | 12 de fevereiro de 2004 | 176262           | 25,90                       |
| Em um episódio que é um verdadeiro marco para a série, a organizadora do casamento de Phoebe, Monica, deixa todo mundo que a cerca louco – até que Phoebe a demite. O dia mais importante da vida de Phoebe se torna um desastre quando os preparativos dão errado e uma nevasca força uma mudança de planos. Enquanto isso, Joey leva o papel de substituto do pai de Phoebe – que está encarcerado – muito a sério. Ainda, Chandler e Ross tentam convencer Rachel a escolher um deles para substituir um padrinho na última hora, em uma cerimônia de casamento que promete ser a menos ortodoxa de todas. |              |                                                                                      |                    |                                                                        |                         |                  |                             |
| 231 | 13           | "The One Where Joey Speaks French" "Aquele em que Joey Fala Francês"                 | Gary Halvorson     | Sherry Bilsing-Graham e Ellen Plummer                                  | 19 de fevereiro de 2004 | 176261           | 24,27                       |
| Monica e Chandler recebem a visita da mãe do bebê deles e descobrem que o pai biológico da criança talvez seja um assassino. Enquanto isso, Ross e Rachel ficam mais próximos após o pai dela sofrer um ataque cardíaco. E Joey pede para Phoebe lhe ensinar a falar francês antes de um importante teste — mas Phoebe logo fica irritada com as baboseiras que acabam saindo da boca de Joey. |              |                                                                                      |                    |                                                                        |                         |                  |                             |
| 232 | 14           | "The One with Princess Consuela" "Aquele com a Princesa Consuela"                    | Gary Halvorson     | História por : Robert Carlock Roteiro por : Tracy Reilly               | 26 de fevereiro de 2004 | 176263           | 22,83                       |
| Rachel quase engasga com sua refeição quando, secretamente, comparece a uma entrevista de emprego em um restaurante e senta bem perto da mesa onde seu atual chefe está almoçando. Phoebe considera legalmente mudar seu nome de casada para alguma coisa mais exótica. Enquanto isso, Joey se sente abandonado quando Monica e Chandler tentam comprar uma casa, mas é consolado pela filha de 8 anos dos donos da casa, Mackenzie. |              |                                                                                      |                    |                                                                        |                         |                  |                             |
| 233 | 15           | "The One Where Estelle Dies" "Aquele em que a Estelle Morre"                         | Gary Halvorson     | História por : Mark Kunerth Roteiro por : David Crane e Marta Kauffman | 22 de abril de 2004     | 176264           | 22,64                       |
| Quando Rachel faz um comunicado inesperado, Ross secretamente arma um esquema para obter o antigo emprego dela de volta. Enquanto isso, Joey está tão assolado por toda a agitação que acontece nas vidas dos seus amigos, que Phoebe evita lhe contar sobre a morte repentina de sua agente. E Monica e Chandler checam outra casa à venda perto da que compraram – para fazerem uma descoberta perturbadora. |              |                                                                                      |                    |                                                                        |                         |                  |                             |
| 234 | 16           | "The One with Rachel's Going Away Party" "Aquele com a Festa de Despedida da Rachel" | Gary Halvorson     | Andrew Reich e Ted Cohen                                               | 29 de abril de 2004     | 176265           | 24,51                       |
| Agora que Rachel se prepara para partir para Paris, a turma organiza uma festa de despedida para ela. Em vez de se despedir de todos ao mesmo tempo, ela chama um por um de lado para uma despedida pessoal. Mas um dos amigos está ofendido quando é excluído do tratamento. Enquanto isso, Monica dá ordens específicas para o empacotamento de suas coisas para a nova vida na casa do subúrbio e ainda mantem olhos bem atentos sobre Erica (a atriz convidada ANNA FARIS), mãe que está prestes a parir o futuro bebê dela e de Chandler. Ainda, enquanto limpa o apartamento, Chandler encontra um item surpreendente, que pertenceu a um dos ocupantes prévios do quarto de hóspedes de Monica.                                                                                       |              |                                                                                      |                    |                                                                        |                         |                  |                             |
| 235 236 | 1718         | "The Last One" "O Último"                                                            | Kevin S. Bright    | Marta Kauffman e David Crane                                           | 6 de maio de 2004       | 176266 176267    | 52,46                       |
| Ross fez de tudo para impedir que Rachel fosse para Paris, e quando achou que não tinha conseguido, ela voltou e os dois finalmente ficaram juntos. Monica e Chandler tiveram seus filhos, isso mesmo, filhos. A mãe biológica Erika teve um casal de gêmeos, e no início a ideia de ter dois filhos logo de cara apavorou Chandler, porém ele e Monica decidiram ficar com os dois. Além disso, em uma das cenas mais tristes da série, vimos o apartamento em que tudo começou totalmente vazio, e os seis amigos tendo que deixar a chave que cada um tinha em cima do balcão. Porém a série acabou com uma piada, já que todos decidiram tomar um café antes de Chandler e Monica irem para sua nova casa, e Chandler pediu: “Onde?”, em referência ao lugar em que iriam tomar um café. |              |                                                                                      |                    |                                                                        |                         |                  |                             |

### Especial
| Título                            | Exibição original | Audiência nos EUA (milhões) |
| --------------------------------- | ----------------- | --------------------------- |
| "The One with All the Other Ones" | 6 de maio de 2004 | 36,89                       |
| Um flashback sobre a série.       |                   |                             |

## Audiência
| Nº. na série | Nº na temporada | Episódio                                          | Exibição                | Rating/Share (18–49) | Espectadores (m) | Posição na semana |
| ------------ | --------------- | ------------------------------------------------- | ----------------------- | -------------------- | ---------------- | ----------------- |
| 219          | 1               | "The One After Joey and Rachel Kiss"              | 25 de setembro de 2003  | 15.6/25              | 24.54            | #2                |
| 220          | 2               | "The One Where Ross is Fine"                      | 2 de outubro de 2003    | 15.1/24              | 22.38            | #2                |
| 221          | 3               | "The One with Ross's Tan"                         | 16 de outubro de 2003   | 14.0/22              | 21.87            | #2                |
| 222          | 4               | "The One with the Cake"                           | 23 de outubro de 2003   | 12.4/20              | 18.77            | #6                |
| 223          | 5               | "The One Where Rachel's Sister Babysits"          | 30 de outubro de 2003   | 13.0/21              | 19.37            | #3                |
| 224          | 6               | "The One with Ross's Grant"                       | 6 de novembro de 2003   | 13.4/21              | 20.38            | #3                |
| 225          | 7               | "The One with the Home Study"                     | 13 de novembro de 2003  | 13.2/21              | 20.21            | #4                |
| 226          | 8               | "The One with the Late Thanksgiving"              | 20 de novembro de 2003  | 13.4/21              | 20.66            | #3                |
| 227          | 9               | "The One with the Birth Mother"                   | 8 de janeiro de 2004    | 15.7/24              | 25.49            | #3                |
| 228          | 10              | "The One Where Chandler Gets Caught"              | 15 de janeiro de 2004   | 16.6/26              | 26.68            | #3                |
| 229          | 11              | "The One Where the Stripper Cries"                | 5 de fevereiro de 2004  | 16.0/24              | 24.91            | #4                |
| 230          | 12              | "The One with Phoebe's Wedding"                   | 12 de fevereiro de 2004 | 16.3/25              | 25.90            | #2                |
| 231          | 13              | "The One Where Joey Speaks French"                | 19 de fevereiro de 2004 | 15.2/24              | 24.27            | #2                |
| 232          | 14              | "The One with Princess Consuela"                  | 26 de fevereiro de 2004 | 14.6/22              | 22.83            | #5                |
| 233          | 15              | "The One Where Estelle Dies"                      | 22 de abril de 2004     | 14.4/24              | 22.64            | #1                |
| 234          | 16              | "The One with Rachel's Going Away Party"          | 29 de abril de 2004     | 15.5/25              | 24.51            | #2                |
| Especial-2   | Especial-2      | The One Before the Last One: Ten Years of Friends | 6 de maio de 2004       | 22.0/35              | 36.89            | #2                |
| 235 / 236    | 17 / 18         | "The Last One"                                    | 6 de maio de 2004       | 29.8/43              | 52.46            | #1                |